# Tsu (stad)
Tsu (Japans: 津市, Tsu-shi) is een havenstad aan de Grote Oceaan en de hoofdstad van de prefectuur Mie in Japan. De oppervlakte van de stad is 710,81 km² en midden 2009 had de stad circa 287.000 inwoners.

## Geschiedenis
Tsu was van oorsprong een kasteelstad. In de Edoperiode kwamen er veel reizigers naar de stad die op weg waren naar de schrijn van Ise, zo'n 40 km ten zuidoosten van de stad.
Tsu werd op 1 april 1889 erkend als stad (shi).
Op 1 januari 2006 werd Tsu samengevoegd met
- de stad Hisai (久居市, Hisai-shi)
- de gemeentes Kawage (河芸町, Kawage-chō), Geino (芸濃町, Geinō-chō), Ano (安濃町, Anō-chō), Karasu (香良洲町, Karasu-chō), Ichishi (一志町, Ichishi-chō) en Hakusan (白山町, Hakusan-chō)
- en de dorpen Misato (美里村, Misato-mura) en Misugi (美杉村, Misugi-mura).

## Verkeer
Tsu ligt aan de Kisei-hoofdlijn en de Meisho-lijn van de Central Japan Railway Company, aan de Osaka-lijn en Nagoya-lijn van de Kintetsu (Kinki Nippon Tetsudō) en aan de Ise-lijn van de Isetetsu (Ise Tetsudō).
Tsu ligt aan de Ise-autosnelweg en aan de autowegen 23, 163, 165, 306, 368, 369 en 422.

## Stedenbanden
Tsu heeft een stedenband met
- Osasco, Brazilië, sinds 18 oktober 1976
- Zhenjiang, China, sinds 11 juni 1984

## Aangrenzende steden
- Suzuka
- Iga
- Matsusaka
- Kameyama
- Nabari

## Geboren in Tsu
- Chikara Sakaguchi (坂口力, Sakaguchi Chikara), politicus en minister van Volksgezondheid
- Hiroshi Okuda (奥田碩, Okuda Hiroshi), vanaf 1999 voorzitter van de Toyota Motor Corporation
- Hidesaburō Ueno (上野 英三郎, Ueno Hidesaburō), landbouwkundige
- Taro Hirai (平井 太郎, Hirai Tarō), schrijver bekend onder pseudoniem Edogawa Ranpo (江戸川 乱歩, Edogawa Ranpo)
- Ayumi Oka (岡あゆみ, Oka Ayumi), actrice
- Saori Yoshida (吉田 沙保里, Yoshida Saori), worstelares
- Sho Gokyu (御給 匠, Gokyū Shō), voetballer
- Kotokaze Koki (琴風 豪規, Kotokaze Kōki), pseudoniem van Koichi Nakayama, sumoworstelaar
- Kanako Hirai (平井香菜子, Hirai Kanako), volleyballer
- Teruyuki Noda (1940-2022) (野田暉行,Noda Teruyuki), Japans componist en muziekpedagoog